# Тиратронный передатчик для дальней радионавигации
В 1950-е в CCCP и США, радиопередатчики (РПУ) для импульсно-фазовых и фазовых радиотехнических систем дальней навигации (РСДН-3 «Тропик-2», РСДН-20 «Маршрут», «Loran-C», «Омега») были построены с использованием электровакуумных приборов, то есть радиоламп с принудительным воздушным (или водяным) охлаждением.
Такие передатчики могли генерировать мощности, в импульсном режиме, до 1,5 МВт. Примером пожет служить российская лампа ГИ-18БМ, которая была использована в РСДН «Чайка». В 1960-е годах были выполнены проекты (РПУ) на мощных тиратронах.
Тиратроны использовались в качестве ключевых элементов в контурах ударного возбуждения.
Принцип действия тиратронного передатчика прост: конденсатор колебательного контура получает заряд от источника постоянного напряжения. В заданный момент времени производится поджиг тиратрона, который «соединяет» заряженный конденсатор с катушкой индуктивности колебательного контура (КК). Происходит ударное возбуждение КК. Для увеличения мощности генерируемых электромагнитных колебаний применяется двухтактная схема, с использованием двух тиратронов. Каждый тиратрон нагружен на отдельный КК. Радиоимпульс электромагнитной энергии с этих, отдельных контуров поступает через собирательный контур в антенный контур. Такой РПУ называется «трёхконтурным». На практике используются «двухконтурные» РПУ, функции собирательного контура выполняет антенный контур. Для выполнения процесса фазового кодирования радиоимпульсов, излучаемых тиратронными РПУ, импульсы запуска двухтактного тиратронного РПУ сдвинуты во времени на пол-периода высокочастотного заполнения радиоимпульса.
В России частота заполнения радиоимпульса равна 100 кГц. Следовательно импульсы запуска сдвинуты на 5 мкс. Тиратронные передатчики, состоящие из нескольких унифицированных блоков могут генерировать мощности от 750 до 3 МВт в импульсном режиме. Примером такого тиратрона может служить российский ТГИ-2500.